# Cryptopotamon
Cryptopotamon is een geslacht van kreeftachtigen uit de klasse van de Malacostraca (hogere kreeftachtigen).

## Soorten
- Cryptopotamon anacoluthon (Kemp, 1918)